# Ocharcoaga (cortometraje)
Ocharcoaga es un documental español de 1961 dirigido por Jorge Grau para ensalzar la labor del Ministerio de la Vivienda de España para solucionar el problema del chabolismo en Bilbao. Fue realizado para ser visionado por el general Franco y filmado en cuatro días en colaboración con José Luis Guarner y Jesús Yagüe.

## Argumento
A finales de la década de 1950, Bilbao se encontraba rodeado de poblados chabolistas en los que vivían los miles de inmigrantes que, mayoritariamente desde otras regiones españolas, se trasladaron a Vizcaya en busca de un mejor porvenir. En una visita a Bilbao en 1958, el dictador Franco se mostró, según los medios de comunicación de la época, disgustado por la existencia de estos poblados, ordenó que se construyeran viviendas para los chabolistas. El Ministerio de la Vivienda acató la orden y levantó el poblado dirigido de Ocharcoaga, mientras en 1960 se comenzó la voladura de las chabolas. El ministerio encargó la filmación de este cortometraje al cineasta catalán Jorge Grau (Barcelona 1930) como prueba de que se había acabado con el chabolismo en la villa vizcaína.
El cortometraje recoge imágenes de la vida de los chabolistas y la construcción del barrio, así como el momento de entrega de las viviendas, destacando especialmente las ventajas del nuevo barrio en comparación con las chabolas, como es el agua corriente, los centros de enseñanza, los comercios...

## Exhibición privada
La cinta se filmó exclusivamente para ser visionada por el general Franco y no para su exhibición pública o para su circulación a través del NO-DO. Si bien el cortometraje fue encargado por el Ministerio de la Vivienda, el director Jorge Grau realizó un trabajo sutilmente crítico. Los planos del interior de las chabolas están acompañados por un silbido humano, que recuerda que aún en la miseria había vida; se muestran además diversos planos en picado, con aristas puntiagudas, de la nueva urbanización, con música electrónica, en contraposición con las imágenes más amables y campechanas de las familias en las chabolas.
Si bien los responsables del Ministerio de la Vivienda se mostraron de acuerdo con la cinta, calificándola incluso de poética, Franco ordenó volver a filmar parte del cortometraje debido a que se mostró en desacuerdo con las imágenes de inquilinos cohibidos e incómodos ante los adelantes de sus nuevas viviendas y no tan alegres como cabría esperar. El director hubo de volver a Bilbao al día siguiente para filmar diversos planos de ciudadanos sonrientes y contentos que se incluyen en el montaje final. Estos planos destacan respecto a los originales debido a que los primeros estaban rodados en un día de sol y los segundos con un cielo gris.

## Recuperación
En 2008 la Filmoteca Vasca y la Filmoteca Española, en colaboración con el Ayuntamiento de Bilbao, recuperaron la cinta y la restauraron. Se proyectó el 21 de noviembre en el Teatro Arriaga de Bilbao, abriendo el 50.º Festival Internacional de Cine Documental y Cortometraje de Bilbao (ZINEBI). Posteriormente se exhibió en el centro cívico de Ocharcoaga durante los días 25 y 26 de noviembre, en seis sesiones diarias, a las que acudieron más de mil personas.
Debido al gran interés suscitado entre los vecinos de Ocharcoaga, principalmente entre aquellos que fueron realojados en el barrio, el Ayuntamiento de Bilbao editó el cortometraje en DVD y realizó una tirada de 2000 unidades. Los DVD fueron repartidos gratuitamente el 5 de enero de 2008, desde las 9 de la mañana, en el centro cívico de Ocharcoaga, a razón de un ejemplar por familia y hasta agotar existencias.